# Liga de Campeones de Ciclismo en Pista 2021
La Liga de Campeones de Ciclismo en Pista 2021 (en inglés: 2021 UCI Track Champions League) es la 1ª edición de la liga anual de ciclismo en pista creada por la Unión Ciclista Internacional.
Comenzó el 6 de noviembre de ese mismo año en el Velòdrom Illes Balears de Mallorca, donde el polaco Mateusz Rudyk se convirtió en el primer ganador de la historia de la competición, al imponerse en el esprint masculino.

## Calendario
| Prueba | Fecha           | Venue                            |
| ------ | --------------- | -------------------------------- |
| 1      | 6 de noviembre  | Mallorca, Velòdrom Illes Balears |
| 2      | 27 de noviembre | Panevėžys, Cido Arena            |
| 3      | 3 de diciembre  | Londres, Velódromo de Londres    |
| 4      | 4 de diciembre  | Londres, Velódromo de Londres    |

## Ranking
En cada modalidad, tanto femenina como masculina, se cuentan con dos rankings, el de velocidad y el de resistencia, en el de velocidad se realizan dos pruebas, sprint y keirin, mientras que en resistencia se realizan las pruebas de scratch y eliminación.

### Velocidad femenina
| Pos. | Ciclista            | MAL | MAL | PAN | PAN | LON1 | LON1 | LON2 | LON2 | Puntos |
| Pos. | Ciclista            | K   | S   | S   | K   | K    | S    | S    | K    | Puntos |
| ---- | ------------------- | --- | --- | --- | --- | ---- | ---- | ---- | ---- | ------ |
| 1    | Emma Hinze          | 2   | 1   | 1   | 2   | 15   | 1    | 1    | 4    | 128    |
| 2    | Lea Friedrich       | 4   | 2   | 10  | 1   | 1    | 2    | 3    | 6    | 118    |
| 3    | Kelsey Mitchell     | 1   | 3   | 16  | 3   | 9    | 5    | 2    | 2    | 102    |
| 4    | Martha Bayona       | 3   | 9   | 15  | 4   | 2    | 7    | 7    | 3    | 86     |
| 5    | Olena Starikova     | 16  | 5   | 3   | 14  | 6    | 4    | 4    | 1    | 84     |
| 6    | Mathilde Gros       | 5   | 11  | 4   | 11  | 4    | 6    | 6    | 16   | 67     |
| 7    | Simona Krupeckaitė  | 15  | 8   | 6   | 12  | 3    | 10   | 5    | 11   | 60     |
| 8    | Yana Tyshchenko     | 7   | 10  | 7   | 9   | 8    | 3    | 12   | 14   | 60     |
| 9    | Miriam Vece         | 6   | 7   | 14  | 15  | 5    | 11   | 9    | 9    | 52     |
| 10   | Lauriane Genest     | 18  | 4   | 2   | 10  | 16   | 9    | 8    | 15   | 52     |
| 11   | Mina Sato           | 10  | 18  | 9   | 7   | 7    | 12   | 15   | 5    | 47     |
| 12   | Yuli Verdugo        | 14  | 12  | 5   | 17  | 12   | 8    | 10   | 8    | 43     |
| 13   | Riyu Ohta           | 12  | 13  | 17  | 6   | 11   | 13   | 13   | 7    | 37     |
| 14   | Shanne Braspennincx | 8   | 6   | 8   | 8   | DNS  | DNS  |      |      | 34     |
| 15   | Sophie Capewell     | 17  | 15  | 13  | 18  | 10   | 14   | 11   | 10   | 23     |
| 16   | Anastasia Voynova   | 9   | 17  | 11  | 13  | 13   | 16   | 14   | 13   | 23     |
| 17   | Laurine van Riessen | 13  | 14  | 12  | 5   | DNS  | DNS  |      |      | 20     |
| 18   | Daria Shmeleva      | 11  | 16  | 18  | 16  | 14   | 15   | 16   | 12   | 12     |

### Resistencia femenina
| Pos. | Ciclista             | MAL | MAL | PAN | PAN | LON1 | LON1 | LON2 | LON2 | Puntos |
| Pos. | Ciclista             | S   | E   | S   | E   | S    | E    | S    | E    | Puntos |
| ---- | -------------------- | --- | --- | --- | --- | ---- | ---- | ---- | ---- | ------ |
| 1    | Katie Archibald      | 4   | 1   | 1   | 1   | 3    | 1    | 2    | 1    | 145    |
| 2    | Kirsten Wild         | 8   | 2   | 6   | 18  | 1    | 2    | 5    | 2    | 100    |
| 3    | Annette Edmondson    | 6   | 4   | 4   | 5   | 5    | 3    | 4    | 5    | 97     |
| 4    | Maggie Coles-Lyster  | 1   | 6   | 2   | 4   | 14   | 8    | 3    | 7    | 94     |
| 5    | Yumi Kajihara        | 5   | 14  | 3   | 16  | 9    | 4    | 1    | 4    | 81     |
| 6    | Anita Stenberg       | 9   | 3   | 5   | 2   | 4    | 13   | 7    | 17   | 75     |
| 7    | Olivija Baleišytė    | 2   | 5   | 9   | 7   | 8    | 5    | 11   | 10   | 74     |
| 8    | Maria Martins        | 11  | 8   | 8   | 11  | 2    | 18   | 6    | 3    | 68     |
| 9    | Silvia Zanardi       | 14  | 7   | 10  | 3   | 7    | 6    | 13   | 9    | 61     |
| 10   | Emily Kay            | 7   | 16  | 7   | 12  | 11   | 9    | 8    | 6    | 52     |
| 11   | Hanna Tserakh        | 3   | 9   | 17  | 17  | 13   | 12   | 9    | 12   | 40     |
| 12   | Tania Calvo          | 12  | 11  | 15  | 8   | 6    | 16   | 10   | 15   | 35     |
| 13   | Michelle Andres      | 16  | 10  | 13  | 10  | 18   | 10   | 14   | 8    | 31     |
| 14   | Eukene Larrarte      | 15  | 13  | 11  | 15  | 10   | 14   | 18   | 11   | 23     |
| 15   | Karolina Karasiewicz | 13  | 15  | 18  | 9   | 17   | 7    | 15   | 18   | 21     |
| 16   | Kendall Ryan         | 10  | 17  | 14  | 6   | 16   | 15   | 16   | 16   | 19     |
| 17   | Gulnaz Khatuntseva   | DNS | DNS | 12  | 14  | 15   | 11   | 12   | 14   | 18     |
| 18   | Alžbeta Bačíková     | 17  | 12  | 16  | 13  | 12   | 17   | 17   | 13   | 14     |

### Velocidad masculino
| Pos. | Ciclista          | MAL | MAL | PAN | PAN | LON1 | LON1 | LON2 | LON2 | Puntos |
| Pos. | Ciclista          | S   | K   | K   | S   | S    | K    | K    | S    | Puntos |
| ---- | ----------------- | --- | --- | --- | --- | ---- | ---- | ---- | ---- | ------ |
| 1    | Harrie Lavreysen  | 1   | 2   | 1   | 1   | 1    | 4    | 2    | 1    | 147    |
| 2    | Stefan Bötticher  | 4   | 1   | 3   | 5   | 2    | 1    | 1    | 2    | 133    |
| 3    | Mikhail Iakovlev  | 2   | 15  | 10  | 6   | 7    | 7    | 11   | 3    | 72     |
| 4    | Vasilijus Lendel  | 12  | 7   | 6   | 7   | 3    | 2    | 14   | 10   | 72     |
| 5    | Jair Tjon En Fa   | 9   | 14  | 11  | 13  | 4    | 3    | 4    | 4    | 71     |
| 6    | Nicholas Paul     | 5   | 4   | 17  | 2   | 11   | 6    | 12   | 5    | 71     |
| 7    | Kevin Quintero    | 8   | 8   | 18  | 3   | 13   | 11   | 3    | 8    | 62     |
| 8    | Rayan Helal       | 7   | 11  | 4   | 15  | 9    | 8    | 9    | 6    | 60     |
| 9    | Denis Dmitriev    | 10  | 17  | 5   | 4   | 6    | 17   | 10   | 14   | 48     |
| 10   | Jai Angsuthasawit | 14  | 18  | 7   | 8   | 12   | 10   | 7    | 7    | 47     |
| 11   | Jeffrey Hoogland  | 3   | 3   | 2   | 18  | DNS  | DNS  |      |      | 47     |
| 12   | Maximilian Levy   | 13  | 13  | 16  | 14  | 8    | 5    | 6    | 9    | 44     |
| 13   | Mateusz Rudyk     | 6   | 16  | 8   | 10  | 14   | 14   | 5    | 11   | 44     |
| 14   | Hugo Barrette     | 17  | 5   | 14  | 9   | 10   | 13   | 8    | 12   | 41     |
| 15   | Tom Derache       | 11  | 9   | 15  | 11  | 5    | 9    | 15   | 13   | 40     |
| 16   | Jordan Castle     | 16  | 12  | 9   | 12  | 15   | 12   | 16   | 15   | 21     |
| 17   | Kento Yamasaki    | 15  | 6   | 12  | 16  | 16   | 16   | 13   | 17   | 18     |
| 18   | Jean Spies        | 18  | 10  | 13  | 17  | 17   | 15   | 17   | 16   | 10     |

### Resistencia masculino
| Pos. | Ciclista            | MAL | MAL | PAN | PAN | LON1 | LON1 | LON2 | LON2 | Puntos |
| Pos. | Ciclista            | S   | E   | S   | E   | S    | E    | S    | E    | Puntos |
| ---- | ------------------- | --- | --- | --- | --- | ---- | ---- | ---- | ---- | ------ |
| 1    | Gavin Hoover        | 6   | 2   | 3   | 5   | 5    | 1    | 6    | 4    | 107    |
| 2    | Sebastián Mora      | 12  | 3   | 1   | 1   | 3    | 3    | 14   | 5    | 102    |
| 3    | Corbin Strong       | 1   | 1   | 8   | 7   | 10   | 11   | 2    | 8    | 93     |
| 4    | Iúri Leitão         | 2   | 4   | 9   | 9   | 11   | 9    | 8    | 1    | 84     |
| 5    | Aaron Gate          | 7   | 5   | 12  | 2   | 6    | 13   | 4    | 2    | 84     |
| 6    | Kelland O'Brien     | 11  | 9   | 4   | 3   | 8    | 7    | 9    | 6    | 74     |
| 7    | Rhys Britton        | 3   | 15  | 2   | 11  | 4    | 8    | 7    | 10   | 74     |
| 8    | Roy Eefting         | 5   | 7   | 13  | 10  | 13   | 12   | 1    | 3    | 71     |
| 9    | Michele Scartezzini | 13  | 12  | 6   | 4   | 9    | 6    | 5    | 12   | 62     |
| 10   | Alan Banaszek       | 10  | 6   | 7   | 14  | 12   | 2    | 15   | 9    | 56     |
| 11   | Claudio Imhof       | 16  | 18  | 5   | 13  | 1    | 5    | 10   | 18   | 51     |
| 12   | Kazushige Kuboki    | 8   | 8   | 10  | 6   | 2    | 18   | 16   | 15   | 50     |
| 13   | William Tidball     |     |     |     |     | 7    | 10   | 3    | 7    | 39     |
| 14   | Erik Martorell      | 4   | 14  | 15  | 15  | 15   | 4    | 13   | 13   | 37     |
| 15   | Jules Hesters       | 9   | 17  | 14  | 8   |      |      |      |      | 17     |
| 16   | Ed Clancy           | 15  | 16  | 11  | 17  | 14   | 15   | 11   | 14   | 16     |
| 17   | Yacine Chalel       | 18  | 10  | 17  | 16  | 17   | 14   | 17   | 11   | 13     |
| 18   | Rotem Tene          | 17  | 11  | 16  | 12  | 16   | 16   | 12   | 17   | 13     |
| 19   | Tuur Dens           | 14  | 13  | DNS | DNS |      |      |      |      | 5      |
| 20   | Josh Charlton       |     |     |     |     | 18   | 17   | 18   | 16   | 0      |